# Sarcorhynchus
Sarcorhynchus là một chi thực vật có hoa trong họ, Orchidaceae.
This genus has been recognized as a synonym of Diaphananthe Schltr., Bot. Jahrb. Syst. 53: 600 (1915).